# Verovering van Zuid-Italië door de Normandiërs
De Verovering van Zuid-Italië door de Normandiërs (ook wel Normandische Kruistocht genoemd) vond plaats gedurende een periode van enkele decennia, die het grootste deel van de elfde eeuw besloegen. Hiermee waren zij de grondleggers van een beschaving die meer dan een eeuw lang Noord- en Zuid-Europa met elkaar heeft verbonden.

## Normandië
In het jaar 911 gaf de Franse koning Karel de Eenvoudige het aan de kust gelegen graafschap Rouen in leen aan de Noormannenleider Rollo, die in ruil daarvoor beloofde het land tegen andere invallers te beschermen. Met Rollo vestigden zich vele Noordse krijgers in het gebied dat sindsdien hun naam draagt: Normandië. Van daaruit ondernamen de Normandiërs verdere tochten om dezelfde redenen als waarom zij eerder uit Scandinavië wegtrokken: de bevolkingsgroei, gecombineerd met een erfrecht dat het volledige bezit aan de oudste zoon toekent, en de gewoonte van hun hardhandige vorsten om opstandige vazallen zonder pardon te verbannen. Door heel Europa zwierven zodoende Normandische ridders rond, die zich met hun legertjes in dienst stelden van de meestbiedende. In de elfde eeuw slaagden enkele van hun leiders erin om zelf nieuwe koninkrijken te veroveren.
Waarschijnlijk vond de eerste inmenging van Normandiërs in de Italiaanse politiek plaats in 999 toen een groep ridders op hun terugweg vanuit Jeruzalem in Salerno stopte waar ze gastvrij werden ontvangen door prins Guaimar III. Terwijl de Normandiërs in de stad verbleven, begonnen de Saracenen een beleg voor te bereiden om achterstallige betalingen te innen. De Normandiërs verweten de Longobarden gebrek aan moed en vielen de Saracenen aan, die al snel op de vlucht sloegen. Guaimars dank was groot en hij beloonde de Normandiërs goed en vroeg ze om zich permanent in Salerno te vestigen. Het aanbod werd geweigerd maar ze beloonden wel de gulheid van de prins door hem hun militaire expertise door te geven en aan hun landgenoten de uitnodiging tot vestiging eveneens door te geven.
Vanaf het jaar 1000 kwamen er dan ook steeds meer Normandiërs naar Italië waar ze als huurlingen betrokken raakten bij een Longobardische opstand (1016-1017) tegen de Byzantijnen. Twintig jaar later vochten ze echter aan Byzantijnse zijde tijdens een expeditie van Georgios Maniaces naar het islamitische Sicilië. Na onenigheid over de buit wisten de Normandiërs de Byzantijnen te verslaan bij Monte Maggiore in 1041. 
Een halve eeuw daarvoor had een Normandisch legertje echter de stad Salerno veroverd op de Moren, die toen nog het grootste deel van Zuid-Italië in handen hadden. In 1029 kreeg de Normandiër Arnulf het graafschap Aversa in leen van de hertog van Napels. In de volgende jaren veroverden drie zoons van de Normandische ridder Tancred van Hauteville (Altavilla in het Italiaans) zich eigen rijkjes ten koste van Arabieren en Byzantijnen.
In Rome zag de paus hun toenemende macht met lede ogen aan, maar de Normandiërs slaagden erin om een met Duitse cavalerie versterkt pauselijk leger te verslaan. De Normandiërs versloegen de pauselijke coalitie in de Slag bij Civitate (1053). Paus Nicolaas II koos daarop eieren voor zijn geld en verhief in juli 1059, tijdens een synode in de stad Melfi, de Normandiër Robert Guiscard, een stiefbroer van de Altavilla's, tot hertog van Apulië, Calabrië en Sicilië, dat eerst nog op de Arabieren veroverd moest worden.
In de volgende tabel staan de definitieve veroveringen door de Normandiërs in Zuid-Italië.
| Streek in Zuid-Italië of Mezzogiorno         | Jaar                           | Normandiërs veroverden het op                             |
| -------------------------------------------- | ------------------------------ | --------------------------------------------------------- |
| Graafschap Aversa                            | 1030                           | het hertogdom Napels en dus veroverd op de Byzantijnen    |
| Noord-Apulië met de steden Canne en Civitate | 1042                           | Byzantijnen                                               |
| Hertogdom Calabria                           | 1057                           | Byzantijnen                                               |
| Prinsdom Capua                               | 1058                           | Lombarden                                                 |
| Gaeta (stad) en omgeving                     | 1062                           | Byzantijnen                                               |
| Bari (stad)                                  | 1068-1071 Beleg                | Byzantijnen                                               |
| Republiek Amalfi                             | 1073-1077                      | Byzantijnen                                               |
| Prinsdom Salerno                             | 1077                           | Lombarden                                                 |
| Prinsdom Benevento                           | 1077                           | Lombarden                                                 |
| Zuid-Apulië en berg Gargano                  | circa 1080                     | Byzantijnen                                               |
| Koninkrijk Sicilië                           | 1061 (Messina) tot 1091 (Noto) | Arabieren of Saracenen van het emiraat Sicilië            |
| Hertogdom Napels                             | 1137                           | Onafhankelijk doch formeel afhankelijk van de Byzantijnen |

## Sicilië

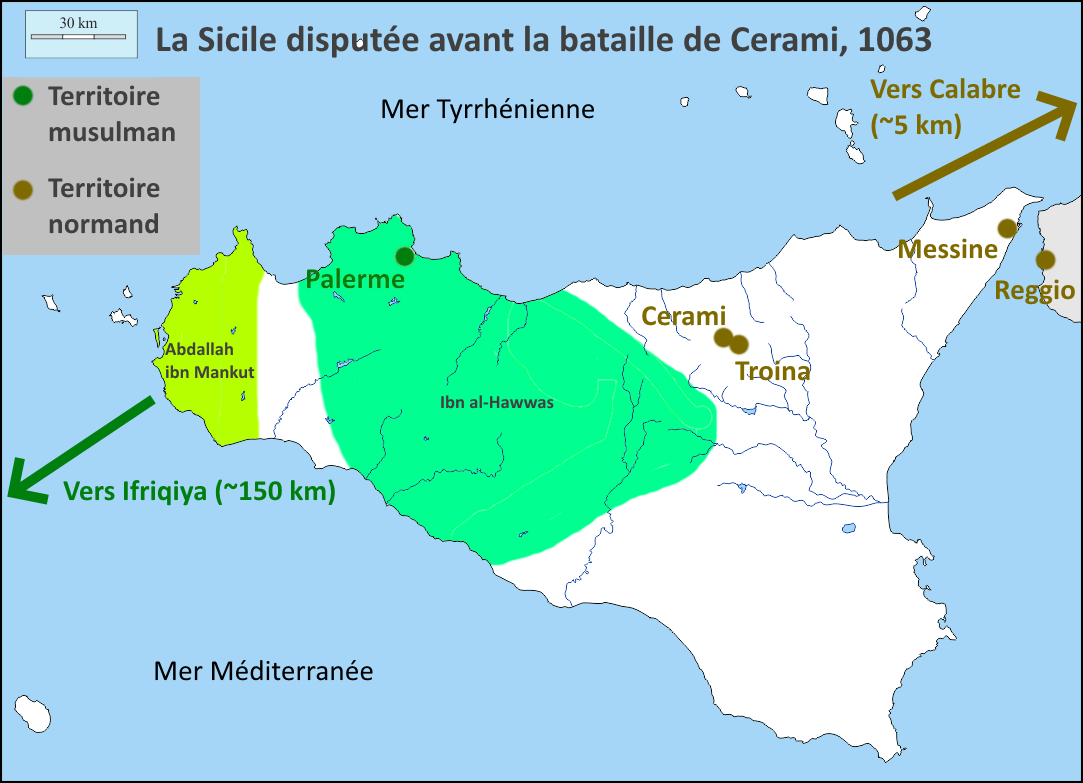
Het Emiraat Sicilië in 1063.

Van 1061 tot 1091 woedde er een oorlog tussen de Normandiërs en het emiraat Sicilië. In 1071 veroverden de Normandiërs Palermo en stichtten ze het graafschap Sicilië. Roberts kleinzoon Rogier II liet zich in 1130 tot koning van Sicilië kronen. In het spoor van de kruistochten vonden de Normandiërs verdere mogelijkheden tot expansie. Grote delen van Noord-Afrika, Spanje en zelfs Anatolië waren korte of langere tijd in hun handen. De Italiaanse Normandiërs Bohemund I en Tancred stichtten in 1098 in de Levant, het Vorstendom Antiochië waar hun dynastie tot 1289 stand hield. Elders was de tijd van de Normandiërs toen al weer lang voorbij. Hun Italiaanse rijk ging in 1194 verloren toen koning Willem II zonder zoons stierf en het koninkrijk toeviel aan de Duitse keizer Hendrik VI, de man van Willems dochter Constance.

## De Normandische erfenis in Italië

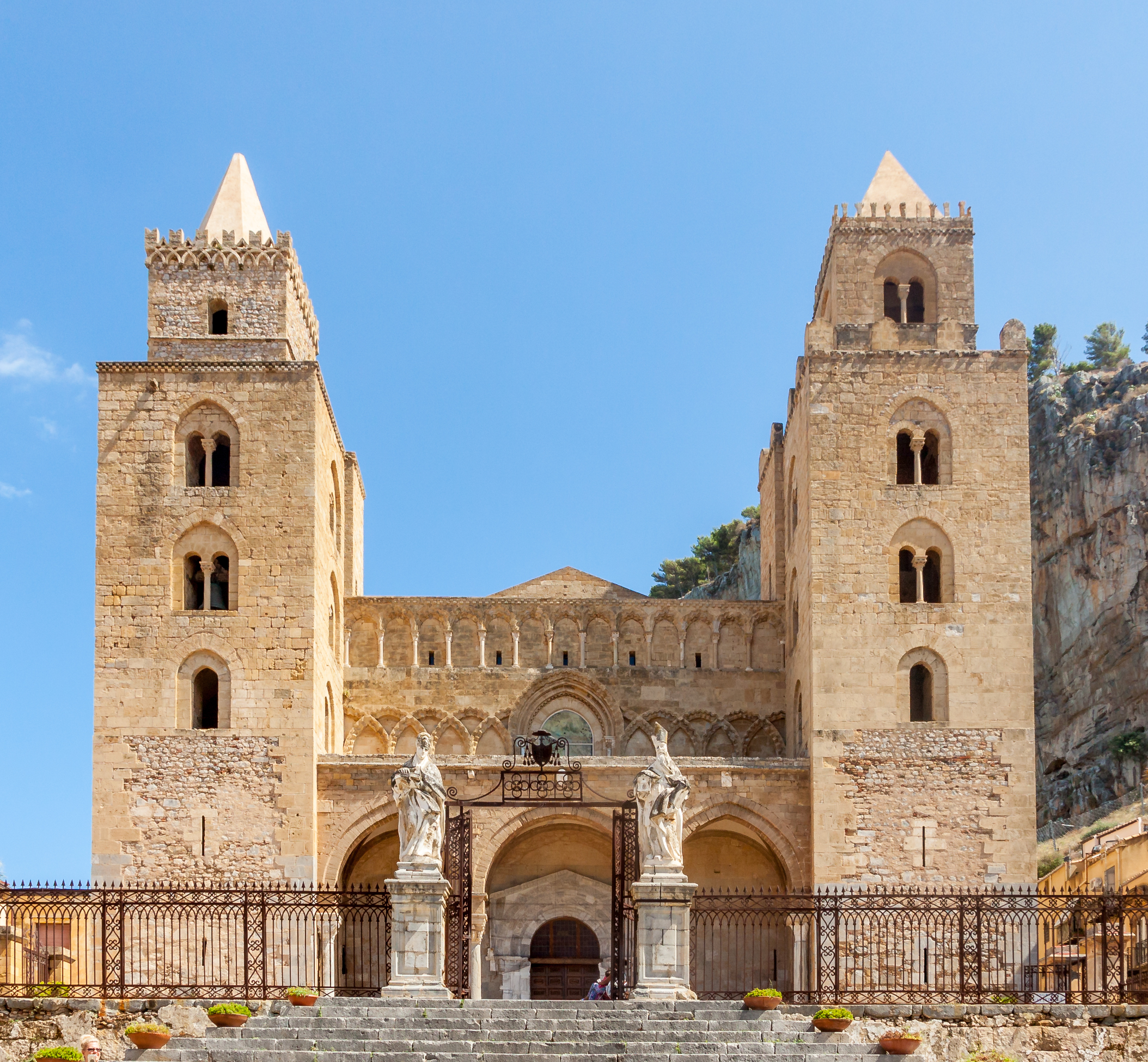
Voorzijde van een Siciliaanse kathedraal gebouwd in Arabisch-Normandische stijl.

Het meest tastbare erfgoed van de Normandische aanwezigheid in Zuid-Italië zijn de kerken en kastelen in de Arabisch-Normandische stijl zoals het Palermitaanse Palazzo dei Normanni, waar nu nog het gewestelijk bestuur van Sicilië zetelt. In de Siciliaanse steden Cefalù en Monreale, in Bari en Aversa staan dezelfde brede massieve kathedralen met hun Romaanse vensters en geflankeerd door betrekkelijk lage en plompe torens die ook de Normandische bouwstijl in Engeland kenmerken.
Uit de dom van Aversa is een marmerplaat afkomstig met een zeldzame scène uit de Noordse mythologie: de jonge Sigurd die de draak Fafner verslaat. Uit veel andere voorwerpen blijkt dat het Normandische rijk vooral een multiculturele samenleving was. Toen de Normandiërs Sicilië hadden veroverd, legden zij de cultuur, de taal en de wetenschap van de Arabieren geen strobreed in de weg, terwijl ook hun godsdienst werd getolereerd. De Normandische koningen spraken zelf Frans, Latijn, Grieks en Arabisch en slaagden erin de diverse bevolkingsgroepen te laten samenleven op een wijze die tegenwoordig als een utopie voorkomt.
Een voorbeeld van die culturele versmelting is de uit 1134 stammende mantel van koning Rogier II, die eeuwenlang bij de kroning van keizers van het Heilige Roomse Rijk is gedragen. De mantel met een schitterende afbeelding van een leeuw (Rogier) die een kameel (de sultan) verslaat, is in Palermo geweven door Arabische, Griekse en Joodse handwerkslieden.
Zeldzaam fraai zijn ook de zogeheten 'olifanti', uit slagtanden vervaardigde jachthoorns en drinkbekers die in Arabische ateliers in Zuid-Italië werden gedecoreerd met Noord-Europees aandoende afbeeldingen van dieren.
Het Normandische verleden leeft in Zuid-Italië nog voort in eigennamen als Tancredi en Arnolfo. Het verhaal dat veel Sicilianen blauwe ogen hebben, klopt niet. De Normandische bovenlaag was te klein om een dergelijke genetische stempel op het eiland te drukken. Een belangrijkere erfenis liet Rogier na: de Assiezen van Ariano, een juridisch document bevattende de eerste wetgeving waarin de nationale onafhankelijkheid boven de autoriteit van de keizer wordt gesteld en de wet van het land boven de willekeur van de feodale heersers.

## Veldslagen
Tegen de Aghlabiden
- Beleg van Syracuse (827-828)
- Plundering van Rome (846)
- Slag bij Ostia (849)
- Beleg van Syracuse (868)
- Beleg van Melite (870)
- Beleg van Syracuse (877-878)
- Slag bij Caltavuturo (881 of 882)
- Slag bij Stelai (880)
- Slag bij Milazzo (888)
- Beleg van Taormina (902)

Tegen de Fatimiden en Kalbiden
- Slag bij Garigliano (915)
- Beleg van Taormina (962)
- Beleg van Rometta (963-965)
- Slag van de Straat (965)
- Slag bij Crotone (982)
- Beleg van Medina (1053–54)
- Verovering van Messina (1061)
- Slag bij Cerami (1063)
- Verovering van Palermo (1072)
- Verovering van Val Noto (1091)

Kaart met de data van de verovering van Sicilië door de Normandiërs.

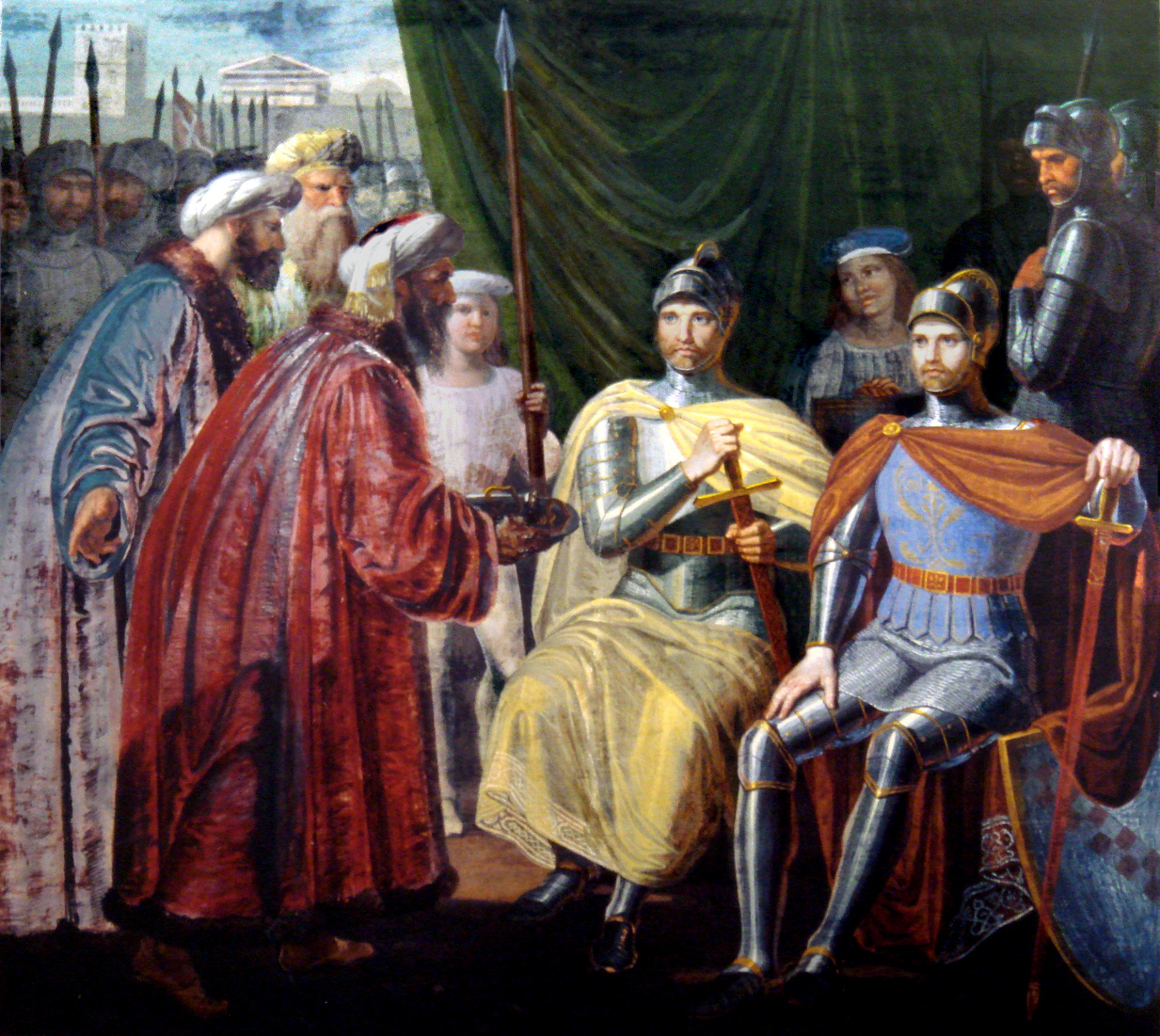
Rogier I ontvangt de sleutels van de stad Palermo in 1072

- Normandische invasie van Malta (1091)

Na de verovering
- Ottomaanse aanval op Otranto (1480-1481)
- Beleg van Malta (1429)
- Invasie van Gozo (1551)
- Beleg van Malta (1565)
- Overval op Zejtun (1614)